# Andrzej Jagodziński

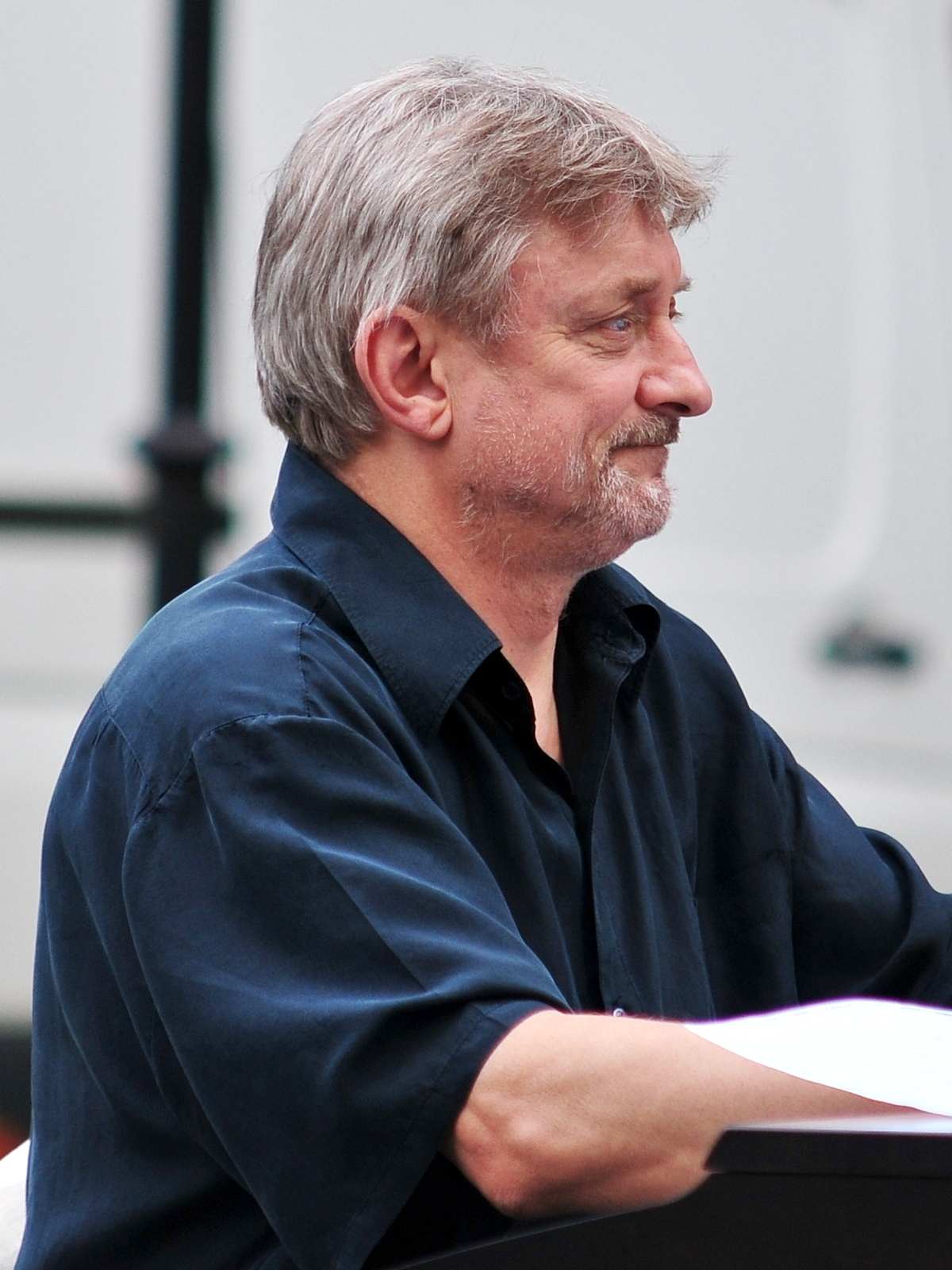
Andrzej Jagodziński (2013)

Andrzej Jagodziński (* 4. August 1953 in Garbatka-Letnisko) ist ein polnischer Jazzmusiker (Piano, Akkordeon, Arrangement).

## Leben und Wirken
Jagodziński spielte zunächst hauptsächlich Horn und studierte dieses an der Fryderyk-Chopin-Musikakademie in Warschau. Noch während seines Studiums erhielt er 1975 eine Stelle als Hornist im Polnischen Radio-Orchester. Daneben begann er 1977 als Pianist ein Jazztrio zu leiten. Mit ihm nahm er 1979 am Old Jazz Meeting Złota Tarka teil und gewann den Wettbewerb. Dort bot ihm Henryk Majewski eine Zusammenarbeit an, die 1980 den Beginn seiner Karriere als professioneller Pianist markierte.
Jagodziński spielte zunächst hauptsächlich in Majewskis Gruppen Old Timers (mehrere Alben) oder Swing Session und damit traditionellen Jazz. Seit 1986 ist er der ständige Begleiter von Ewa Bem. Im Fusionbereich arbeitete er mit String Connection und mit Quintessence (Birthday – Jazzalbum des Jahres 1992). Weiter kam es zur Zusammenarbeit mit der Big Warsaw Band, mit Jarosław Śmietanas Polish All Stars sowie den Quartetten von Janusz Muniak, Zbigniew-Namysłowski-Quartett und Jan Ptaszyn Wróblewski.
1993 gründete er sein Andrzej Jagodzinski Trio mit Adam Cegielski am Bass und Czesław Bartkowski am Schlagzeug. Sein Debütalbum Chopin (1994) entwickelte sich zu seinem bekanntesten Album. In gleicher Besetzung folgten weitere Album mit Jazzinterpretationen der Werke von Frédéric Chopin (das Album Chopin Once More erhielt 2000 wegen seiner Verkäufe eine goldene Schallplatte). Mit seinem Trio begleitete er auch Grażyna Auguścik. Zum 20-jährigen Bestehen seines Trios führte er sein eigenes „Klavierkonzert g-moll“ mit dem Trio und einem Sinfonieorchester auf.
Außerdem war Jagodziński als Akkordeonist tätig; so arbeitete er mit Janusz Strobel und Aneta Lastik. Ein internationaler Erfolg wurde seine Zusammenarbeit mit dem italienischen Pianisten Giovanni Mirabassi; die resultierenden Alben Giovanni Mirabassi & Andrzej Jagodzinski Trio (2003) und C-Moll (2005) stießen vor allem in Japan auf großes Interesse und gehörten dort zu den bestverkauften Tonträgern.
Jagodziński hat international Konzerte gegeben, unter anderem bei Jazz Yatra in Bombay, Jazz Ost-West, Skane Festivalen in Malmö, Edinburgh Arts Festival, Leverkusener Jazztage und Istanbul International Jazz Festival. Er ist auch auf Alben von Tomasz Stańko, Włodzimierz Nahorny, Henryk Miśkiewicz, Anna Maria Jopek, Piotr Wojtasik oder Janusz Kozłowski zu hören. Weiterhin ist er als Lehrer in den Jazzklassen der Fryderyk-Chopin-Musikschule in Warschau tätig.

## Preise und Auszeichnungen
Für sein Album Chopin erhielt er 1994 den Fryderyk in der Kategorie „bestes Jazzalbum“ und im selben Jahr den Melomani-Preis der Vereinigung der Jazz-Fans in Łódź sowie den Mateusz ’94-Preis des Programms III des Polnischen Rundfunks für Jazzowy Chopin i poezja w muzyce / Jazz Chopin and Poetry in Music. 2005 wurde Jagodziński vom Kulturminister mit der Gloria-Artis-Medaille für kulturelle Verdienste in Bronze ausgezeichnet.